# Route nationale 750
Pour les articles homonymes, voir Route 750.
La route nationale 750 ou RN 750 était une route nationale française reliant La Celle-Saint-Avant au Blanc. À la suite de la réforme de 1972, elle a été déclassée en RD 750 en Indre-et-Loire et en RD 950 dans l'Indre.

## Ancien tracé de la Celle-Saint-Avant au Blanc (D 750 & D 950)

### En Indre-et-Loire (D750)
- La Celle-Saint-Avant
- Descartes
- Rives (commune d'Abilly)
- Barrou
- Chambon
- Yzeures-sur-Creuse
- Tournon-Saint-Pierre

### Dans l'Indre (D950)
- Tournon-Saint-Martin
- Preuilly-la-Ville
- Fontgombault
- Bénavant (commune de Pouligny-Saint-Pierre)
- Le Blanc